# David Icke

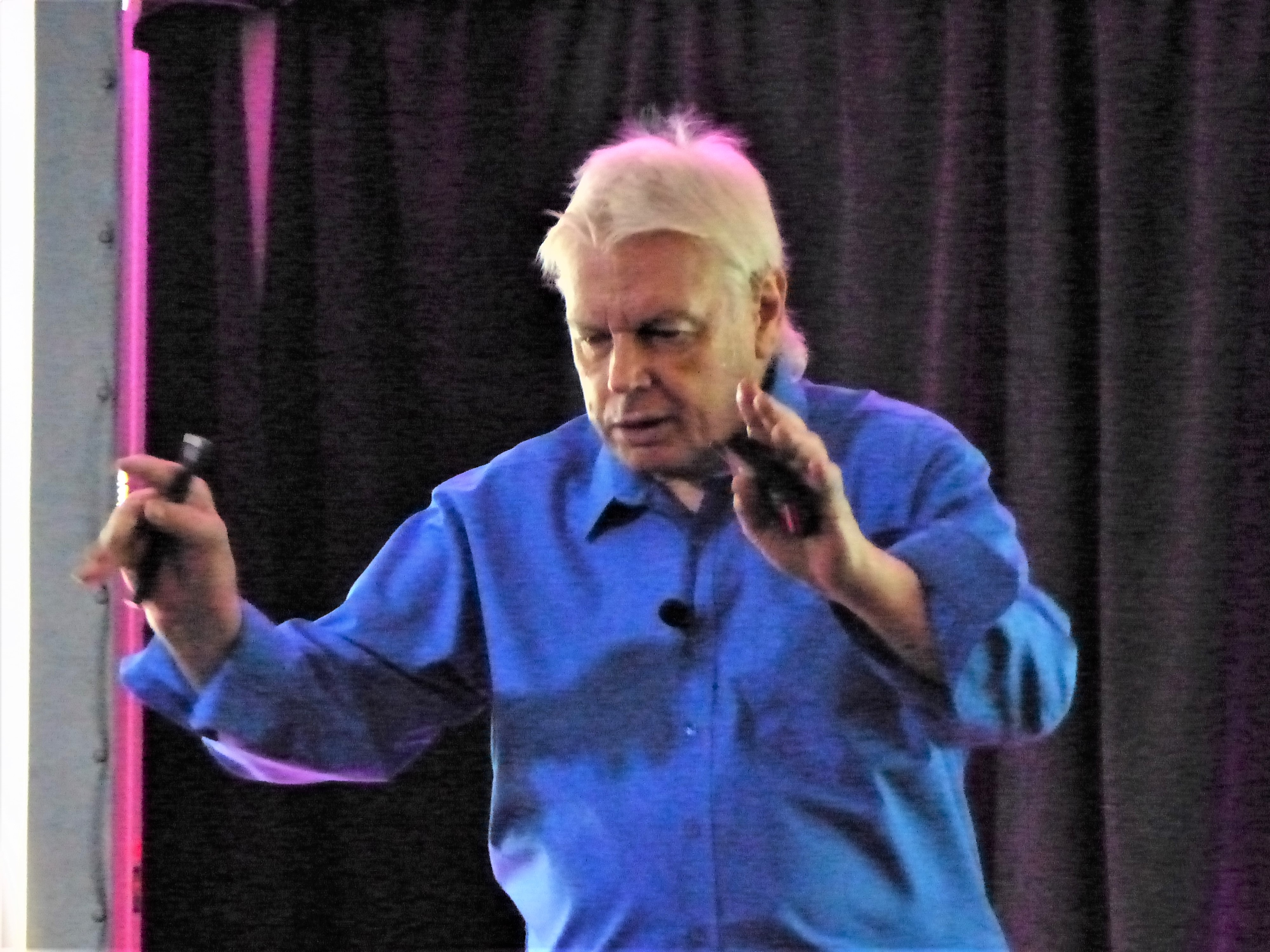
David Icke (2018)

David Vaughan Icke (wym. [ˈdeɪ̯vɪd vɔːn aɪ̯k]; ur. 29 kwietnia 1952 w Leicesterze) – brytyjski pisarz i mówca, który od 1990 zajął się głoszeniem teorii spiskowych. Były zawodowy piłkarz, reporter, telewizyjny prezenter sportowy. Jest również byłym rzecznikiem brytyjskiej partii Zielonych. Autor ponad 20 książek przedstawiających jego poglądy.

## Młodość, rodzina i edukacja
Urodził się w szpitalu Leicester General Hospital, jako drugi z trojga synów Berica Vaughana Icke’ego i Barbary Icke, z domu Cooke. Jego ojciec Beric, służył w Royal Air Force jako sanitariusz podczas II wojny światowej, a po wojnie został pracownikiem biurowym w fabryce zegarów Gents’ of Leicester. Rodzina mieszkała w domu szeregowym przy Lead Street w centrum Leicester, obszarze który został zburzony w połowie lat 50. XX wieku w ramach oczyszczania miejskich slumsów. Kiedy David miał trzy lata, około 1955, rodzina przeprowadziła się do Goodwood, jednego z osiedli komunalnych zbudowanych przez powojenny rząd laburzystów. Sam David napisał w 1993 „powiedzieć, że byliśmy spłukani, to tak, jakby powiedzieć, że na biegunie północnym jest trochę chłodno”. Icke uczęszczał do Whitehall Infant School, a następnie do Whitehall Junior School.

### Piłka nożna
Icke nie starał się w szkole, ale kiedy miał dziewięć lat, został wybrany do szkolnej drużyny piłkarskiej. Twierdzi, że ten epizod w życiu, to był pierwszy raz, kiedy coś mu się udało i zaczął postrzegać piłkę nożną jako sposób na wyjście z biedy. Grał na pozycji bramkarza, która pasowała do „samotnika w nim i dawała poczucie życia na krawędzi, między bohaterem a złoczyńcą”.
Po niezaliczeniu egzaminu 11+ w 1963, został wysłany do miejskiego Crown Hills Secondary Modern, gdzie dostał zaproszenie do drużyny piłkarskiej Leicester Boys U-14. Opuścił szkołę w wieku 15 lat po tym, gdy dostrzegł go skaut Coventry City, w którym to występował od 1967 jako bramkarz drużyny młodzieżowej. W 1968 grał w młodzieżowej drużynie Coventry City, która zajęła drugie miejsce po Burnley F.C. w FA Youth Cup. Grał także w rezerwowej drużynie Oxford United i Northampton Town, będąc wypożyczonym z Coventry City.
W wieku 21 lat, reumatoidalne zapalenie stawów w lewym kolanie, które rozprzestrzeniło się na prawe kolano, kostki, łokcie, nadgarstki i dłonie, zmusiło go do zaprzestania kariery piłkarskiej, jeszcze przed rozpoczęciem jej na dobre. Icke często podczas treningów, zgłaszał lekarzom, iż cierpi z bólu. Pomimo tego zdołał grać w pierwszej drużynie Hereford United w sezonach 1971/1972 i 1972/1973, gdy byli w czwartej, a później w trzeciej lidze angielskiej. W Hereford United zarabiał 33 funty tygodniowo i rozegrał w nim 37 spotkań.

## Pierwsze małżeństwo
Icke poznał swoją pierwszą żonę, Lindę Atherton, w maju 1971 roku na dancingu w hotelu Chesford Grange niedaleko Royal Leamington Spa w Warwickshire. Wkrótce po tym, jak się poznali, Icke wyprowadził się z domu rodzinnego, po jednej z wielu częstych kłótni, które zaczął toczyć z ojcem. Jego ojciec był zdenerwowany, że zapalenie stawów syna przeszkadzało mu w karierze piłkarskiej. David przeniósł się do kawalerki i pracował w biurze podróży, a dwa razy w tygodniu podróżował do Hereford, aby grać w piłkę nożną.
Icke i Atherton pobrali się 30 września 1971, po czterech miesiącach znajomości. Ich pierwsze dziecko, córka Kerry, urodziła się w marcu 1975. W grudniu 1981, urodziło się ich drugie dziecko, a pierwszy syn - Gareth, natomiast w listopadzie 1992, urodził się drugi syn - Jaymie.
Para rozwiodła się w 2001, ale pozostała w przyjacielskich stosunkach, a Atherton nadal pracowała jako agentka i menedżerka biznesowa Davida.

## Dziennikarstwo
Zakończenie kariery piłkarskiej Icke’ego w Hereford United, oznaczało, że on i jego żona musieli sprzedać swój dom i przez pewien czas mieszkali oddzielnie, wprowadzając się do rodziców. W 1973 Icke znalazł pracę jako reporter w tygodniku Leicester Advertiser, poprzez znajomość z dziennikarzem sportowym pracującym w Daily Mail. Później przeniósł się do Leicester News Agency oraz pracował dla BBC Radio Leicester jako reporter piłkarski. Pracował również w Loughborough Monitor, Leicester Mercury i radiu BRMB z Birmingham.
W 1976 Icke pracował przez dwa miesiące w Arabii Saudyjskiej, gdzie pomagał tamtejszej piłkarskiej reprezentacji. Miała to być praca długoterminowa, ale tęsknił za żoną i córką i postanowił nie wracać do Arabii, po pierwszych wakacjach w Wielkiej Brytanii. Radio BRMB ponownie zaproponowało mu pracę, po czym z powodzeniem złożył podanie do Midlands Today w BBC's Pebble Mill Studios w Birmingham. Jedną z najwcześniejszych historii, które tam omawiał, było zabójstwo Carla Bridgewatera, gazeciarza zastrzelonego podczas napadu w 1978.
W 1981 Icke został prezenterem sportowym w ogólnokrajowym programie BBC Newsnight, którego produkcja rozpoczęła się rok wcześniej. W 1982, wraz z rodziną, przeprowadził się do Ryde na wyspie Wight. Rok później, 17 stycznia 1983, pojawił się w pierwszej edycji programu BBC Breakfast Time, pierwszego ogólnokrajowego programu śniadaniowego brytyjskiej telewizji, gdzie prezentował wiadomości sportowe do 1985. W 1983 był współgospodarzem Grandstand, będącego wówczas sztandarowym programem sportowym BBC. W tym samym roku opublikował również swoją pierwszą książkę, "It's a tough game, son!". The Real World of Professional Football, o tym, jak zostać profesjonalnym piłkarzem.
Współprowadził Grandstand przez krótki czas. W swojej autobiografii napisał, że „w 1983 przybył nowy redaktor naczelny, który najwyraźniej go nie lubił”, ale kontynuował pracę w BBC Sport do 1990, często nad programami dotyczącymi kręglarstwa i snookera, a także jako reporter przy XXIV Letnich Igrzyskach Olimpijskich w Seulu. Icke był wtedy powszechnie znanym dziennikarzem, ale później powiedział, że kariera telewizyjna zaczęła tracić na atrakcyjności oraz stwierdził, iż pracownicy telewizji są niepewni, płytcy i czasami złośliwi.
W sierpniu 1990 jego kontrakt z BBC został rozwiązany, kiedy odmówił zapłacenia opłaty Community Charge, lokalnego podatku wprowadzonego przez rząd Margaret Thatcher w tym samym roku. Ostatecznie zapłacił, ale jego oświadczenie, że jest gotów pójść do więzienia zamiast płacić, skłoniło BBC do zdystansowania się od niego.

## Koronawirus i 5G
W kwietniu 2020 serwis YouTube usunął wywiad z Icke’em, w którym stwierdził on, że „istnieje związek między 5G a tym kryzysem zdrowotnym”. Na początku maja 2020 administracja Facebooka usunęła oficjalny profil Davida Icke na wniosek organizacji Center for Countering Digital Hate poparty autorytetami medycznymi. W uzasadnieniu napisano: „Usunęliśmy tę stronę, ponieważ wielokrotnie naruszała nasze zasady dotyczące szkodliwych dezinformacji”. Również w maju 2020, YouTube całkowicie usunął kanał Icke’ego. Organizacja CCDH argumentowała, że szkodliwe teorie Icke'a osiągały zasięg ponad 30 milionów odbiorców, a jako przykłady przytoczyła m.in.:
- post na Twitterze, w którym twierdził, że Niemcy zamierzają „zalegalizować gwałt” dla muzułmanów,
- post na Instagramie, w którym twierdził, że sieci komórkowe 5G uniemożliwiają ludziom wchłanianie tlenu,
- film na YouTube, w którym twierdził, że nie można zarazić się wirusem przez uścisk dłoni,
- wywiad na YouTube, w którym Icke twierdził, że za epidemią COVID-19 stoi lobby żydowskie.

## Twórczość

### Książki
- "It's a tough game, son!". The Real World of Professional Football, Londyn: Piccolo Books, 1983, ISBN 0-330-28047-3.
- It Doesn't Have To Be Like This. Green Politics Explained, Londyn: Merlin Press. 1990, ISBN 1-85425-033-7.
- Truth Vibrations, Londyn: Aquarian Press, 1991, ISBN 1-85538-136-2.
- Love Changes Everything, Londyn: Aquarian Press, 1992, ISBN 1-85538-247-4.
- Days of Decision, Oxford: Jon Carpenter Publishing, 1993, ISBN 1-897766-01-7.
- Heal the World, Bath: Gateway, 1993, ISBN 1-85860-005-7.
- In the Light of Experience: The Autobiography of David Icke, Londyn: Time Warner Books, 1993, ISBN 0-7515-0603-6.
- The Robot's Rebellion. The Story of the Spiritual Renaissance, Dublin: Gill & Macmillan, 1994, ISBN 1-85860-022-7.
- ...and the Truth Shall Set You Free, Ryde: Bridge of Love UK, 1995, ISBN 0-95261-470-7.
- I Am Me, I Am Free: the Robot's Guide to Freedom, Newark: Bridge of Love US, 1996, ISBN 0-9526147-5-8.
  - Wyd. polskie: Wolność. Przewodnik dla robotów, tł. Ewa Androsiuk, Katowice: Stapis; Tarnowskie Góry: Biogeneza, 2009, ISBN 978-83-61050-24-7.
- Lifting the Veil: David Icke interviewed by Jon Rappoport, San Diego: Truth Seeker, 1998, ISBN 0-939040-05-0.
- The Biggest Secret: The Book That Will Change the World, Scottsdale: Bridge of Love US, 1999, ISBN 0-9526147-6-6.
  - Wyd. polskie: Największy sekret, tł. Grzegorz Dąbrowski, Anna Krause, Łukasz Rogala, Małgorzata Stanek, Michał Święszek, Mateusz Winiarski,\. Białystok: Wydawnictwo Illuminatio, 2022 ISBN 978-83-66890-11-2
- Children of the Matrix. How an Interdimensional Race has Controlled the World for Thousands of Years-and Still Does, Wildwood: Bridge of Love US, 2001, ISBN 0-9538810-1-6.
- Alice in Wonderland and the World Trade Center Disaster, Wildwood: Bridge of Love US, 2002, ISBN 0-9538810-2-4.
- Tales from the Time Loop: The Most Comprehensive Expos of the Global Conspiracy Ever Written and All You Need to Know to Be Truly Free, Wildwood: Bridge of Love US, 2003, ISBN 0-9538810-4-0.
- Infinite Love Is the Only Truth: Everything Else Is Illusion, Wildwood: Bridge of Love US, 2005, ISBN 0-9538810-6-7.
- The David Icke Guide to the Global Conspiracy (And How to End it), Ryde: David Icke Books, 2007, ISBN 978-0-9538810-8-6.
- Human Race Get Off Your Knees: The Lion Sleeps No More, Ryde: David Icke Books, 2010, ISBN 978-0-9559973-1-0.
- Remember Who You Are. Remember 'Where' You Are and Where You 'Come' From, Ryde: David Icke Books, 2012, ISBN 0-9559973-3-X.
- The Perception Deception: Or… It's All Bollocks – Yes, All of It. Ryde: David Icke Books, 2013, ISBN 978-0-955997389.
  - Wyd. polskie: Iluzja percepcji, tł. Łukasz Rogala, Marek Czekański, Białystok: Wydawnictwo Illuminatio, 2015, ISBN 978-83-65170-73-6.
- Phantom Self (And How to Find the Real One), Ryde: David Icke Books, 2016, ISBN 978-0-9576308-8-8.
- Everything You Need To Know But Have Never Been Told, Derby: David Icke Books, 2017, ISBN 978-1527207264.
- The Trigger. The Lie That Changed The World, Derby: Ickonic Publishing, 2019, ISBN 978-1-916025806.

### Filmy
- Speaking Out: Who Really Controls the World and What We Can Do About It (Powiedzmy to: kto naprawdę kontroluje świat i co możemy z tym zrobić)
- Turning of the Tide (Zmieniając poglądy), 1996
- The Reptilian Agenda (Gadzi plan), 1999, DVD
- Revelations of a Mother Goddess (Rewelacje Bogini Matki), 2004
- The Freedom Road (Droga wolności), 2003
- Secrets of the Matrix (Sekrety matriksu), 2003, DVD
- David Icke, Live in Vancouver: From Prison to Paradise (David Icke na żywo z Vancouver. Z więzienia do raju), 2005. DVD
- Freedom or Fascism: The Time to Choose (Wolność albo faszyzm, Czas wybierać), 2006, DVD
- Big Brother, the Big Picture – nagrane dla wyborów uzupełniających w okręgu wyborczym Haltemprice i Howden, 2008
- Beyond The Cutting Edge (Poza krawędzią nauki), 2008, DVD
- David Icke Live at the Oxford Union Debating Society (David Icke na żywo w Oxford Union Debating Society), 2008
- The Lion Sleeps No more (Lwy już więcej nie zasną), 2010
- Secret Space (Tajemniczy kosmos)
- Secret Space 2 (Tajemniczy kosmos 2)